# Borya scirpoidea
Borya scirpoidea là một loài thực vật có hoa trong họ Boryaceae. Loài này được Lindl. mô tả khoa học đầu tiên năm 1840.

## Hình ảnh

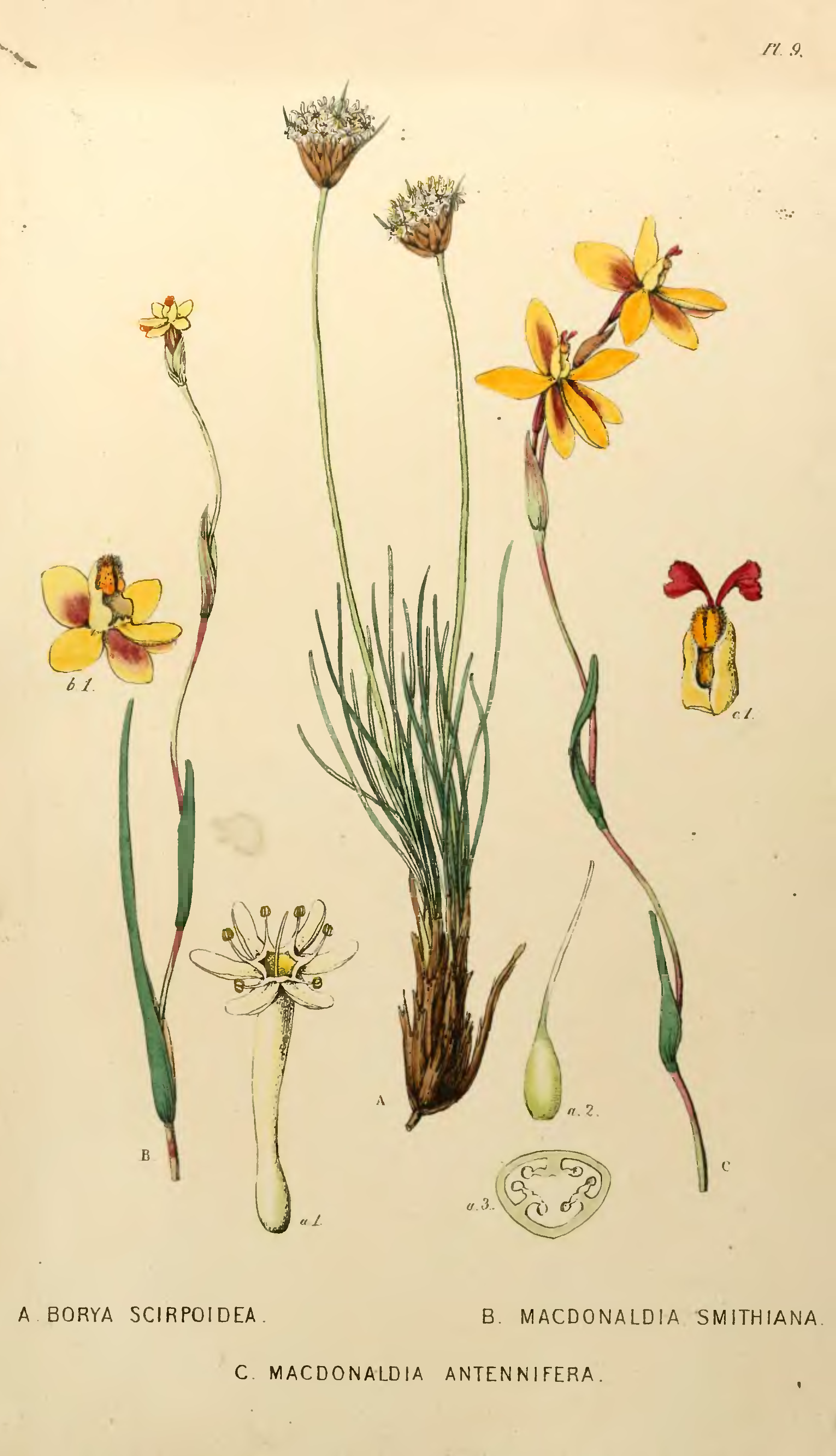